# جدل مدفار (إب)

تعديل مصدري - تعديل

جدل مدفار محلة تابعة لقرية الجبجب، التابعة لعزلة المقاطن بمديرية إب إحدى مديريات محافظة إب في الجمهورية اليمنية.، بلغ تعداد سكانها 136 حسب تعداد اليمن لعام 2004.